# Adobe Illustrator
Adobe Illustrator je profesionalni grafični računalniški program za risanje vektorskih grafik, razvit od podjetja Adobe Systems.